# Tenmile (Oregon, Coos megye)
Tenmile az Amerikai Egyesült Államok északnyugati részén, Oregon állam Coos megyéjében, a U.S. Route 101 mentén elhelyezkedő önkormányzat nélküli település.
Névadója a Tenmile-patak.

## Fordítás
- Ez a szócikk részben vagy egészben  a   Tenmile, Coos County, Oregon című angol Wikipédia-szócikk ezen változatának fordításán alapul.  Az eredeti cikk szerkesztőit annak laptörténete sorolja fel. Ez a jelzés csupán a megfogalmazás eredetét és a szerzői jogokat jelzi, nem szolgál a cikkben szereplő információk forrásmegjelöléseként.